# Замок Блюменфельд
Замок Блюменфельд — позднесредневековый замок в городе Тенген (район Блюменфельд) на юге немецкой федеральной земли Баден-Вюртемберг.

## История
Построенный в XI в. на известняковой скале, омываемой рекой Бибер, замок Блюменфельд был впервые письменно упомянут в 1362 г. и являлся родовым замком рыцарского рода фон Блюмэгг (Ritter von Blum(en)egg).
После пресечения рода замок попал во владение к Клингенбергам, переживавшим в это время расцвет своего влияния в Хегау и Тургау, и был в XIV в. перестроен.
В 1441/1442 г. Блюменфельд был безуспешно осаждаем отрядами союза швабских городов, выступивших против дворянских родов, занимавшихся в Хегау грабежами.
С 1465 г. замок был включён в ландграфство Нелленбург, составлявшее часть так называемой Передней Австрии, и в ходе Швабской войны 1499 г. был полностью разрушен швейцарскими отрядами.
В 1511 г. владение Блюменфельд перешло к комтурству Майнау Немецкого ордена, во владении которого оставалось вплоть до 1806 г.; замок был местопребыванием фогта.
В 1515 г. на фундаментах старого жилого дома, так называемого «паласа», было выстроено южное крыло замка; между 1578 и 1582 гг. было возведено северное крыло.
В XVIII в. Блюменфельд был отреставрирован в период 1759—1762 гг., однако уже вскорости фактически оставлен.
В 1805/1806 г. графство Нелленбург отошло маркграфству Баден, и в замке расположился баденский фогт, управлявший владениями Блюменфельд и Тенген-Хинтербург; и затем, вплоть до 1857 г. здесь размещалось окружное управление Блюменфельд. С 1857 по 1864 г. замок служил окружному суду, переведённому впоследствии в Энген.
В 1864 г. Блюменфельд был продан фрайбургскому архиепископству, устроившему в замке детский приют (Arme Kindererziehungsanstalt zum Heiligen Joseph), перенесённый уже через 10 лет в Ригель под Фрайбургом.
В 1876 г. сообщество тринадцати общин, составлявших округ Блюменфельд, выкупили замок за 12 000 марок, открыв в нём больницу и дом призрения бедных, переоборудованный впоследствии в дом престарелых, просуществовавший вплоть до 1973 г.
Находящийся в плохом состоянии замок был спасён в 1975 г. участием самих местных жителей, за чем последовали снос части старых построек и проведённые в 1980-х и 1990-х гг реставрационные работы.

## Современное использование
Замок находится в управлении специального фонда социальной помощи, и частично используется как дом престарелых.
Ряд помещений (до сих пор санированы лишь два этажа из пяти) открыт для посещения с 14 до 17 часов.
Кроме того, предлагается возможность аренды помещений для проведения конференций, банкетов, свадеб и т. д.